# 渡辺克也
渡辺 克也（わたなべ かつや、1966年（昭和41年）6月19日 - ）は、日本のオーボエ奏者。東京芸術大学を卒業後、ベルリン・ドイツ・オペラの首席奏者を経て、現在はソリスツ・ヨーロピアンズ・ルクセンブルク（Solistes Européens, Luxembourg）の首席奏者を務めている。ソリストとしても活発な演奏活動を行っている。ベルリン在住。洗足学園音楽大学客員教授。

## 人物
4歳よりスズキ・メソードにてピアノを、14歳よりオーボエを始めた。1985年、第1回国際オーボエコンクールで入賞した。東京芸術大学在学中の1988年、新日本フィルハーモニー交響楽団の副首席奏者に就任。1990年、第7回日本管打楽器コンクール・オーボエ部門で優勝し、併せて大賞を受賞した。
1991年にドイツに渡り、ヴッパータール交響楽団、カールスルーエ・バーデン州立劇場、ベルリン・ドイツ・オペラの首席奏者を歴任し、1997年からソリスツ・ヨーロピアンズ・ルクセンブルク（Solistes Européens, Luxembourg）の首席奏者。
ソリストとして、スロヴァキア･フィルハーモニー管弦楽団、ハンガリー放送交響楽団、ザグレブ･フィルハーモニー管弦楽団、ヴェネツィア室内合奏団、東京都交響楽団、神奈川フィルハーモニー管弦楽団、群馬交響楽団、名古屋フィルハーモニー交響楽団、日本センチュリー交響楽団、山形交響楽団、日本フィルハーモニー交響楽団などと共演している。

## 経歴
- 和歌山市で生まれた。父は会社員であり転勤が多く、渡辺が2歳の時に茨城県鹿島町(現：鹿嶋市)に移り、次いで埼玉県浦和市（現：さいたま市）へ移った。埼玉県立浦和高等学校から東京芸術大学音楽学部に進学。
- 1988年　新日本フィルハーモニー交響楽団 副首席奏者（‐1991年）。芸大在学中の就任であった。
- 1989年　東京芸術大学卒業。
- 1990年　第7回日本管打楽器コンクール・オーボエ部門優勝、同時に大賞を受賞。
- 1991年　ドイツに渡る。
- 1992年　ヴッパータール交響楽団 首席奏者（‐1996年）。
- 1996年　カールスルーエ・バーデン州立劇場 首席奏者（‐1997年）。
- 1997年　ベルリン・ドイツ・オペラ 首席奏者（‐2008年）。
- 1997年　ソリスツ・ヨーロピアンズ・ルクセンブルク（ルクセンブルク語版）（Solistes Européens, Luxembourg）首席奏者（現任）。

## エピソード
- ベルリン・ドイツ・オペラで11年間にわたり首席奏者を務め、当時の音楽監督、クリスティアン・ティーレマンから絶大なる信頼を得ていた。

- ドイツの新聞各紙から「オーケストラ・ピットの中ではコウトの指揮のもと、渡辺克也のオーボエがはかり知れない説得力で一際光彩を放っていた。」「オーケストラの中の希望の光」等の評価を受けている。
- ベルリン・ドイツ・オペラ首席奏者への就任は話題を呼んだ。ヨーロッパのメジャー・オーケストラで、日本人の首席管楽器奏者は例が少なかったこともあり、多くの取材を受けた。あるベルリンの新聞社とは事前の打ち合わせで、渡辺がリハーサル前にインタビューを受け、その後ティーレマンからリハーサル中の撮影許可を受ける手はずだった。ところが当日、新聞社が遅刻し、リハーサルの最中に到着した。しかもオーケストラ正面指揮者の真後ろから大掛かりな撮影機材を持って現れたため、あとで楽員代表から叱責され恥ずかしい思いをした、と渡辺は語っている。
- 1998年のベルリン・ドイツ・オペラ日本公演に際しては、日本の報道機関が同公演について報じる際に、渡辺の演奏に言及して称賛した。

- セイジ・オザワ松本フェスティバル（旧サイトウ・キネン・フェスティバル）に何度も出演している。
- 日本の音楽プロデューサーである中野雄は、「渡辺克也の演奏テクニックは『歴史上最高』。」「渡辺克也ほどの名人が現れたのだから、世の作曲家たちは彼のオーボエのために新作を書いていただきたい。」と述べている。
- 2010年秋から2013年3月まで、産経新聞に「渡辺克也のベルリン音楽旅行」を連載した。
- 2011年の第28回日本管打楽器コンクールで、オーボエ部門審査委員長を務めた。
- 2013年4月から、平凡社が運営する「ウェブ平凡」で「オーボエ吹きの休日 ベルリン音楽だより」を連載している。
- パラマウントベッドのラジオCMに、渡辺の演奏が使用されたことがある。

## 録音
2003年から現在まで、計14点のCDを発売している。2010年からは、ヘンスラー・クラシック（Hänssler Classic）から発売している。詳細は、外部リンク「渡辺克也公式サイト」の「ディスコグラフィー」を参照。